# Wahlkreis Lichtenberg 5
Der Wahlkreis Lichtenberg 5 ist ein Abgeordnetenhauswahlkreis in Berlin. Er gehört zum Wahlkreisverband Lichtenberg und umfasst die Gebiete Friedrichsfelde und Tierpark sowie den Weitlingkiez im Ortsteil Rummelsburg.

## Abgeordnetenhauswahl 2023
Bei der Wahl zum Abgeordnetenhaus von Berlin 2023 traten folgende Kandidaten an:
| Name                              | Partei           | Anteil der Erststimmen | Anteil der Zweitstimmen |
| --------------------------------- | ---------------- | ---------------------- | ----------------------- |
| Hendrikje Klein                   | Die Linke        | 25,0 %                 | 21,0 %                  |
| Sarah Röhr                        | CDU              | 19,8 %                 | 19,8 %                  |
| Patricia Holland-Moritz           | SPD              | 16,2 %                 | 15,9 %                  |
| Stefan Taschner                   | Grüne            | 14,1 %                 | 14,9 %                  |
| Uwe Dinda                         | AfD              | 13,1 %                 | 12,8 %                  |
| Jennifer Witte                    | Tierschutzpartei | 04,4 %                 | 03,7 %                  |
| Dirk Gawlitza                     | FDP              | 02,8 %                 | 03,0 %                  |
| Anna Katz                         | Die PARTEI       | 02,8 %                 | 02,2 %                  |
| Torsten Holze                     | Freie Wähler     | 01,1 %                 | 00,5 %                  |
| Volker Schmidt                    | dieBasis         | 00,7 %                 | 00,5 %                  |
| Carolyn England                   | LKR              | 00,1 %                 | 00,0 %                  |
| –                                 | Volt             | –                      | 01,0 %                  |
| –                                 | Sonstige         | –                      | 04,7 %                  |
| Wahlberechtigte: 33.134 Einwohner |                  |                        |                         |
| Wahlbeteiligung: 60,0 %           |                  |                        |                         |

## Abgeordnetenhauswahl 2021
Bei der Wahl zum Abgeordnetenhaus von Berlin 2021 traten folgende Kandidaten an:
| Name                              | Partei           | Anteil der Erststimmen | Anteil der Zweitstimmen |
| --------------------------------- | ---------------- | ---------------------- | ----------------------- |
| Hendrikje Klein                   | Die Linke        | 26,4 %                 | 23,1 %                  |
| Patricia Holland-Moritz           | SPD              | 20,1 %                 | 20,1 %                  |
| Stefan Taschner                   | Grüne            | 15,3 %                 | 15,3 %                  |
| Uwe Dinda                         | AfD              | 10,7 %                 | 10,3 %                  |
| Sarah Röhr                        | CDU              | 10,7 %                 | 10,4 %                  |
| Jennifer Witte                    | Tierschutzpartei | 04,9 %                 | 03,3 %                  |
| Dirk Gawlitza                     | FDP              | 04,6 %                 | 05,0 %                  |
| Nicole Rakow                      | Die PARTEI       | 03,4 %                 | 02,8 %                  |
| Torsten Holze                     | Freie Wähler     | 02,1 %                 | 01,3 %                  |
| Volker Schmidt                    | dieBasis         | 01,5 %                 | 01,3 %                  |
| Carolyn England                   | LKR              | 00,2 %                 | 00,1 %                  |
| –                                 | Sonstige         | –                      | 07,0 %                  |
| Wahlberechtigte: 33.776 Einwohner |                  |                        |                         |
| Wahlbeteiligung: 73,7 %           |                  |                        |                         |

## Abgeordnetenhauswahl 2016
Bei der Wahl zum Abgeordnetenhaus von Berlin 2016 traten folgende Kandidaten an:
| Name                              | Partei           | Anteil der Erststimmen | Anteil der Zweitstimmen |
| --------------------------------- | ---------------- | ---------------------- | ----------------------- |
| Hendrikje Klein                   | Die Linke        | 29,6 %                 | 26,4 %                  |
| Ole Kreins                        | SPD              | 22,7 %                 | 19,7 %                  |
| Karsten Woldeit                   | AfD              | 17,0 %                 | 16,1 %                  |
| Stefan Taschner                   | Grüne            | 11,6 %                 | 11,6 %                  |
| Martin Schaefer                   | CDU              | 10,4 %                 | 09,6 %                  |
| Yannik Meyer                      | Piraten          | 03,2 %                 | 02,3 %                  |
| Maria Hinz                        | FDP              | 02,6 %                 | 02,8 %                  |
| Oliver Snelinski                  | Einzelbewerber   | 01,7 %                 | 0–                      |
| Rolf Heuer                        | ProD             | 01,3 %                 | 01,0 %                  |
| –                                 | Die PARTEI       | 0–                     | 03,5 %                  |
| –                                 | Tierschutzpartei | 0–                     | 02,7 %                  |
| –                                 | Graue Panther    | 0–                     | 01,3 %                  |
| –                                 | NPD              | 0–                     | 01,0 %                  |
| –                                 | Sonstige         | 0–                     | 02,0 %                  |
| Wahlberechtigte: 34.420 Einwohner |                  |                        |                         |
| Wahlbeteiligung: 62,8 %           |                  |                        |                         |

## Abgeordnetenhauswahl 2011
Bei der Wahl zum Abgeordnetenhaus von Berlin 2011 traten folgende Kandidaten an:
| Name                              | Partei                  | Anteil der Erststimmen | Anteil der Zweitstimmen |
| --------------------------------- | ----------------------- | ---------------------- | ----------------------- |
| Ole Kreins                        | SPD                     | 34,1 %                 | 30,4 %                  |
| Katrin Lompscher                  | Die Linke               | 32,4 %                 | 24,8 %                  |
| Ulf-Arno Radtke                   | CDU                     | 11,7 %                 | 10,7 %                  |
| Oliver Schruoffeneger             | Grüne                   | 11,6 %                 | 09,8 %                  |
| ?                                 | pro Deutschland         | 05,0 %                 | 01,5 %                  |
| ?                                 | Bürgerbestimmtes Berlin | 03,9 %                 | 0–                      |
| ?                                 | FDP                     | 01,2 %                 | 00,9 %                  |
| –                                 | Piraten                 | –                      | 12,1 %                  |
| –                                 | NPD                     | –                      | 04,0 %                  |
| –                                 | Tierschutzpartei        | –                      | 01,8 %                  |
| –                                 | Die Freiheit            | –                      | 01,2 %                  |
| –                                 | Die PARTEI              | –                      | 01,1 %                  |
| –                                 | Sonstige                | –                      | 01,7 %                  |
| Wahlberechtigte: 34.263 Einwohner |                         |                        |                         |
| Wahlbeteiligung: 52,3 Prozent     |                         |                        |                         |

## Abgeordnetenhauswahl 2006
Bei der Wahl zum Abgeordnetenhaus von Berlin 2006 traten folgende Kandidaten an:
| Name                              | Partei    | Anteil der Erststimmen |
| --------------------------------- | --------- | ---------------------- |
| Giyasettin Sayan                  | Die Linke | 34,8 %                 |
| Ole Kreins                        | SPD       | 34,4 %                 |
| Ronald Schulz-Töpken              | CDU       | 10,4 %                 |
| Sebastian Gerhardt                | WASG      | 07,8 %                 |
| Alexander Rodis                   | Grüne     | 07,3 %                 |
| Stefan Schleif                    | FDP       | 05,3 %                 |
| Wahlberechtigte: 32.963 Einwohner |           |                        |
| Wahlbeteiligung: 47,3 Prozent     |           |                        |

## Abgeordnetenhauswahl 2001
Der Wahlkreisverband Lichtenberg umfasste zur Abgeordnetenhauswahl am 21. Oktober 2001 sieben Wahlkreise. Ein direkter Vergleich ist daher nicht möglich.

## Abgeordnetenhauswahl 1999
Die Bezirke Lichtenberg und Hohenschönhausen hatten vor ihrer Fusion im Jahr 2001 bei der Abgeordnetenhauswahl am 10. Oktober 1999 insgesamt sieben Wahlkreise. Ein direkter Vergleich ist daher nicht möglich.

## Abgeordnetenhauswahl 1995
Die Bezirke Lichtenberg und Hohenschönhausen hatten vor ihrer Fusion im Jahr 2001 bei der Abgeordnetenhauswahl am 22. Oktober 1995 insgesamt sieben Wahlkreise. Ein direkter Vergleich ist daher nicht möglich.

## Bisherige Abgeordnete
Direkt gewählte Abgeordnete des Wahlkreises Lichtenberg 5:
| Jahr | Name             | Partei    | Anteil der Erststimmen |
| ---- | ---------------- | --------- | ---------------------- |
| 2023 | Hendrikje Klein  | Die Linke | 25,0 %                 |
| 2021 | Hendrikje Klein  | Die Linke | 26,3 %                 |
| 2016 | Hendrikje Klein  | Die Linke | 29,6 %                 |
| 2011 | Ole Kreins       | SPD       | 34,1 %                 |
| 2006 | Giyasettin Sayan | Die Linke | 34,8 %                 |